# شیخ نجار
شیخ نجار (به عربی: شیخ نجار) یک روستا در سوریه است که در استان حلب واقع شده‌است. شیخ نجار ۲٬۵۸۸ نفر جمعیت دارد.